# یاکوبکوویتسه
یاکوبکوویتسه (به لاتین: Jakubkowice) یک روستا در لهستان است که در گمینا کوستومووته واقع شده‌است. یاکوبکوویتسه ۳۰۰ نفر جمعیت دارد.